# Dvärgjordekorre
Dvärgjordekorre (Tamias minimus) är en däggdjursart som beskrevs av John Bachman 1839. Den ingår i släktet Tamias och familjen ekorrar.

## Beskrivning
Arten är minst av alla jordekorrar, med en kroppslängd från 18,5 till 22 cm, inklusive den 8 till 9,5 cm långa svansen. Vikten varierar mellan 42 och 53 g. Storleksskillnaden mellan könen är obetydlig, det är endast i vissa populationer man har kunnat konstatera att honan är större än hanen, ett förhållande som annars är vanligt bland jordekorrar. Pälsens grundfärg är orangebrun med gråvit buk. Längs ryggen och sidorna har den 5 mörka strimmor med ljusa mellanrum; mittstrimman når ända till svansroten. Ansiktet har även det stimmor, 3 mörka med ljusa mellanrum. Den buskiga svansen är ljusbrun. Pälsen fälls två gånger per år. Vinterpälsen är gråare än den mer färgglada sommarpälsen.

## Ekologi
Habitatet varierar mellan barr- och lövskogar, kalhyggen och buskmarker samt alpin tundra. Arten är dagaktiv och en skicklig klättrare, som kan sola sig på trädgrenar under soliga men kalla dagar. Det förekommer också att de bygger bon i träd, även om sommarbona även kan konstrueras i murkna stubbar. Vinterbona inrättas i underjordiska håligheter och tillverkas av torrt gräs, mjuka växtdelar, bark, päls och fjädrar. Arten är inaktiv under vintern (november till mars), men vintervilan är inte särskilt djup, utan ekorrarna vaknar med jämna mellanrum för att äta av den lagrade maten.
Livslängden för vilda djur är inte känd, men i fångenskap kan den bli upp till 10 år gammal.

### Föda och predation
Födan, som hämtas både från marken och i träden, består av nötter, bär, frukter, gräs, svamp, insekter och snäckor. Man tror att den även kan ta mindre fåglar, smådäggdjur och as. Tack vare sina kindpåsar kan den bära med sig mat hem till boet, där den antingen äts i lugn och ro eller lagras i särskilda foderkammare.
Dvärgjordekorren utgör själv föda för vesslor, mink, rödräv, rödlo, mårdar, hökar och ormar.

### Fortplantning
Dvärgjordekorren blir könsmogen vid 10 månaders ålder. Litet är känd om leken; hanarna kommer fram ur vintervilan tidigare än honorna, och man antar att de deltar i något slags rangstrider. Efter ungefär 30 dagar får honan en kull på 2 till 6 nakna, outvecklade ungar. De öppnar ögonen vid fyra veckors ålder och får päls efter 40 dagar. De diar honan i två månader. Honan svarar för den huvudsakliga vården, men det finns vissa indikationer på att hanen stannar i närheten av boet för att försvara det, och att han även kan samla mat till ungarna och sköta om boet.
Arten får normalt endast en kull om året; skulle den första kullen misslyckas, förekommer det dock att honan får en ny kull.

## Utbredning
Denna gnagare förekommer i stora delar av Kanada från Ontarios östra gräns nästan till Alaska. I USA hittas den i Wisconsin och Minnesota samt från en linje mellan västra North Dakota och norra New Mexico västerut, men inte helt till Stilla havet.

## Underarter
Catalogue of Life listar inga underarter för arten, medan Wilson & Reeder skiljer mellan 18 underarter:
- T. minimus minimus
- T. minimus atristriatus
- T. minimus borealis
- T. minimus cacodemus
- T. minimus caniceps
- T. minimus caryi
- T. minimus confinis
- T. minimus consobrinus
- T. minimus grisescens
- T. minimus hudsonius
- T. minimus neglectus
- T. minimus operarius
- T. minimus oreocetes
- T. minimus pallidus
- T. minimus pictus
- T. minimus scrutator
- T. minimus selkirki
- T. minimus silvaticus

Underarterna skiljer sig åt främst genom färgteckning.

## Status
IUCN kategoriserar arten globalt som livskraftig. Arten har en vidsträckt utbredning, den är vanlig och populationen är stabil. Inga hot är listade.